# Base antarctique Akademik-Vernadsky
La base antarctique Akademik-Vernadsky est une station de recherche ukrainienne de l'Antarctique, située à Marina Point sur l'île Galindez dans l'archipel Argentine. Elle est nommée en l'honneur de Vladimir Vernadski (1863-1945) minéralogiste et chimiste russe-ukrainien.

## Histoire

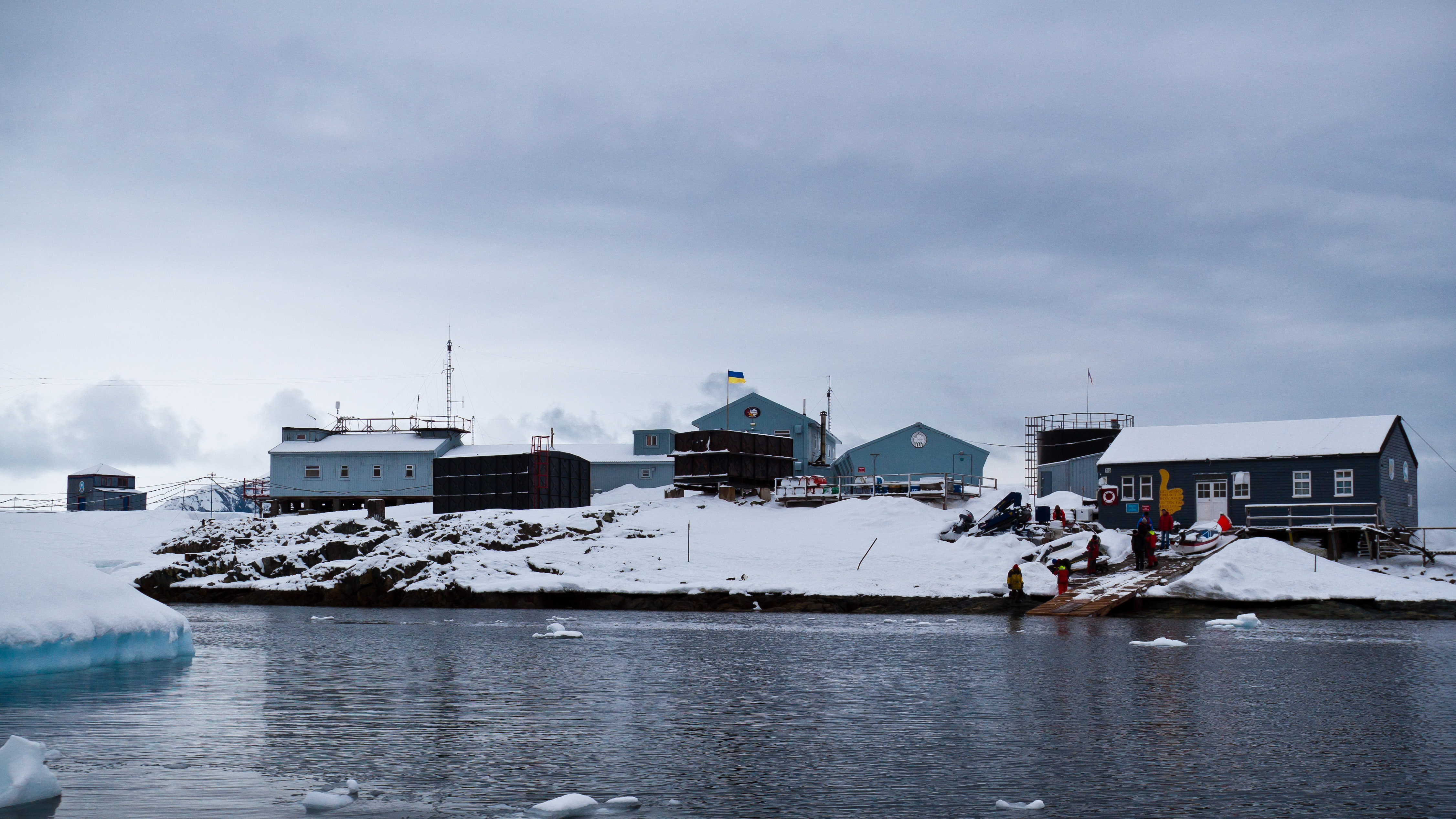

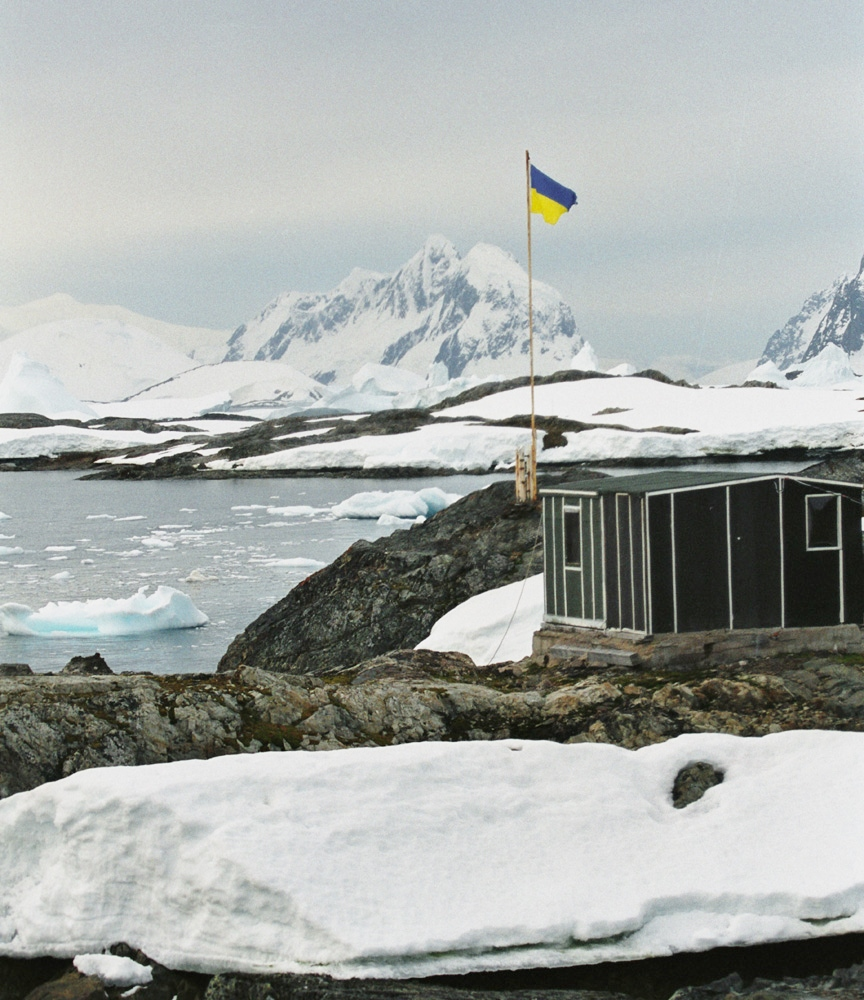

La station originelle a été établie par British Antarctic Survey (BAS), nommée « Base F » ou aussi  « îles argentines » sur l'île Winter (en) en 1947. L'abri principal, construit pour l'expédition British Graham Land, a été nommé « Wordie House », en l'honneur de James Wordie, un membre de l’expédition Endurance, officiellement appelée Imperial Trans-Antarctic Expedition (1914 - 1917), dirigée par Ernest Shackleton, qui a exploré ce site. La Wordie House a été rénovée et désignée comme site historique et monument préservé de l'Antarctique n°62. La base a été déplacée sur une île adjacente, sur l'île Galindez. Construit en mai 1954, le bâtiment principal a été nommé « Coronation House » (Maison du Couronnement en français).
La base a été renommée « station Faraday » en août 1977 en l'honneur du scientifique britannique Michael Faraday. L'Ukraine a repris en charge la base en février 1996 pour une somme symbolique, en échange de la continuité du programme de recherche scientifique de météorologie, de l'atmosphère terrestre, du champ magnétique terrestre, de l'ozone, de sismologie, de glaciologie, d'écologie, de biologie et de recherche de physiologie.
La station, composée de neuf bâtiments, est construite sur des fondations de roche. Une extension réalisée en 1961 a fourni un logement pour 15 personnes. Des changements majeurs en 1980 ont permis d'améliorer la coexistence travail et vie quotidienne. Au rez-de-chaussée se trouvent des logements pour 24 personnes, un vestiaire, la salle des chaudières (chauffage au sol) et un système de purification de l'eau en osmose inverse. À l'étage se trouvent un salon/bar, la bibliothèque, la salle à manger et la cuisine. L'ancienne partie du bâtiment accueille aujourd'hui des laboratoires et des pièces de travail, avec une salle médicalisée et de chirurgie. L'abri des générateurs a été érigé durant l'été austral 1978-1979 ; l'ancien est maintenant utilisé comme dépôt de stockage de produits surgelés et d'atelier. D'autres constructions incluent deux salles non soumises au champ magnétique, un abri pour un ballon-sonde, un garage pour motoneiges et un magasin général.
En 2014, le tribunal correctionnel de Paris condamne à une amende de 10 000 euros un skipper français qui, en méconnaissance des textes internationaux préservant ce site historique, y avait organisé sans autorisation des activités touristiques.
Certaines croisières touristiques sont cependant autorisées à se rendre sur le site. À cet effet, un bureau de poste, une boutique de souvenirs et un bar servant des shots de vodka ont été aménagés.

## Articles liés
- Svitlana Krakovska, scientifique et météorologue ayant visité le base en 1997.

## Source
- (en) Cet article est partiellement ou en totalité issu de l’article de Wikipédia en anglais intitulé « Vernadsky Research Base » (voir la liste des auteurs).